# Wikimedia Norge

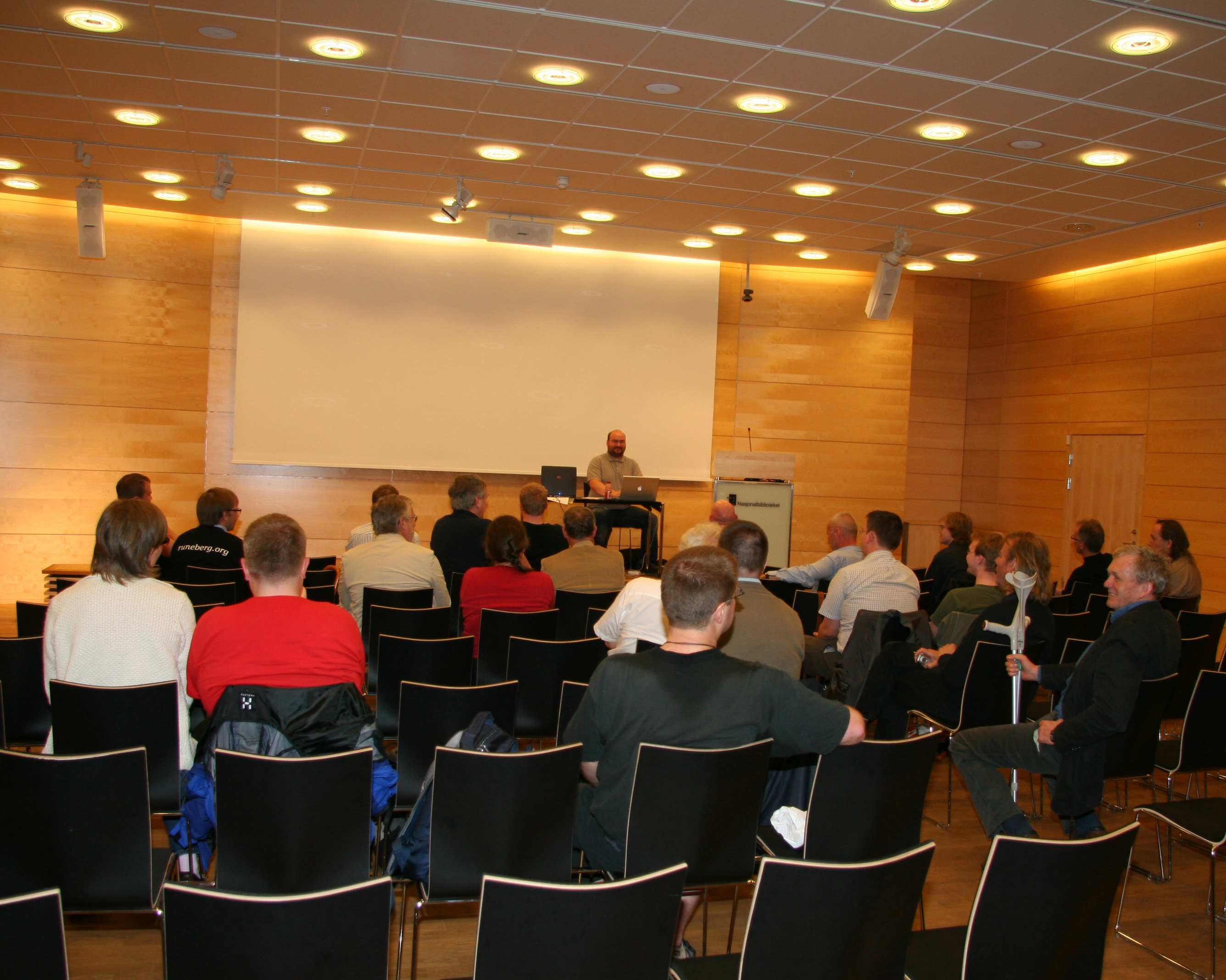
Från bildandet 2007

Wikimedia Norge är en norsk ideell förening, som verkar för fri kunskap. Den är samtidigt stödförening för (så kallat chapter till) den amerikanska stiftelsen Wikimedia Foundation. Föreningen bildades i juni 2007.